# Šajini
 Šajini  (olaszul: Saini di Barbana) falu Horvátországban, Isztria megyében. Közigazgatásilag Barbanhoz tartozik.

## Fekvése
Az Isztria délkeleti részén, Pólától 23 km-re északkeletre, Labintól 20 km-re délnyugatra, községközpontjáról 10 km-re délnyugatra fekszik.

## Története
A falunak 1857-ben 399, 1910-ben 258 lakosa volt. Az első világháború után a falu Olaszországhoz került. Az Isztria az 1943-as olasz kapituláció után szabadult meg az olasz uralomtól. A második világháború után Jugoszlávia, majd Jugoszlávia felbomlása után 1991-ben a független Horvátország része lett. 2011-ben a falunak 189 lakosa volt.

## Nevezetességei
A falu központjában levő Szent Péter apostol tiszteletére szentelt templomának építési ideje nem ismert, de 1400-ban már bizonyosan állt. 1688-ban és 1890-ben bővítették és megújították. Kőből és márványból épített főoltárán védőszentjének szobra áll. Oldalkápolnájában egy Mária-oltár található. Homlokzata feletti nyitott kétablakos harangtornyában két harang található.

## Lakosság
| Lakosság változása | Lakosság változása | Lakosság változása | Lakosság változása | Lakosság változása | Lakosság változása | Lakosság változása | Lakosság változása | Lakosság változása | Lakosság változása | Lakosság változása | Lakosság változása | Lakosság változása | Lakosság változása | Lakosság változása | Lakosság változása |
| ------------------ | ------------------ | ------------------ | ------------------ | ------------------ | ------------------ | ------------------ | ------------------ | ------------------ | ------------------ | ------------------ | ------------------ | ------------------ | ------------------ | ------------------ | ------------------ |
| 1857               | 1869               | 1880               | 1890               | 1900               | 1910               | 1921               | 1931               | 1948               | 1953               | 1961               | 1971               | 1981               | 1991               | 2001               | 2011               |
| 399                | 491                | 208                | 210                | 228                | 258                | 574                | 805                | 265                | 262                | 251                | 205                | 81                 | 187                | 177                | 189                |